# Trifó (metge)
Trifó  (en llatí Tryphon, en grec antic Τρύφων) era un metge i cirurgià grecollatí. Va viure a Roma poc abans d'Appuleu Cels (segle I aC). Com que Cels l'anomena Tryphon pater, sembla que hi hauria dos metges amb el mateix nom, potser pare i fill. Segurament Galè ho confirma, quan parla d'un Trifó ὁ ἀρχαῖος (el vell), i sens dubte aquest és el mateix Trifó cirurgià del que parla Escriboni Llarg, i que potser n'era el seu mestre. També el cita Celi Aurelià.
Podria ser el mateix Trifó que el cirurgià Trifó de Gortina a Creta, que menciona Galè, que parla també d'un Trifó que escrivia sobre temes de gimnàstica, potser també aquest.